# アルメニア時間
アルメニア時間（アルメニアじかん、AMT）はアルメニアとアルツァフ共和国で使用されている標準時である。時間帯はUTC+4となっている。以前はアルメニア夏時間（AMST、UTC+5）が実施されていたが、2012年に廃止された。

## IANA time zone database
IANA time zone databaseのzone.tabには、アルメニアの標準時が1つ含まれている。
| 国コード | 座標        | TZ           | 注釈 | 協定世界時との差 | 夏時間 | 備考 |
| -------- | ----------- | ------------ | ---- | ---------------- | ------ | ---- |
| AM       | +4011+04430 | Asia/Yerevan |      | +04:00           | +04:00 |      |